# Bel Ami (série télévisée)
Yebbeun namja (hangeul : 예쁜남자 ; également connu sous le titre Pretty Man ou Bel Ami est une série télévisée sud-coréenne en 16 épisodes de 70 minutes diffusée du 20 novembre 2013 au 9 janvier 2014 sur KBS2 en Corée du Sud,.

## Distribution

### Acteurs principaux
- Jang Geun-suk : Dokgo Ma-te
- IU : Kim Bo-tong
- Lee Jang-woo : David Choi
- Han Chae-young : Hong Yoo-ra

### Acteurs secondaires
- Kim Bo-yeon : Na Hong-ran
- Dokgo Young-jae : Park Ki-suk
- Kim Young-jae : Park Moon-soo
- Kim Ye-won : fée de l'électricité
- Cha Hyun-jung : Kim In-joong
- Park Ji-yoon : Myo-mi
- Kim Bo-ra : Kwi-ji
- Jung Sun-kyung : Yi-kim
- Kim Min-joo : Yeo-mim
- Yang Mi-kyung : Kim Mi-sook, la mère de Ma-te
- Kim Ji-han : Jang Deok-saeng
- Lee Mi-young : Lee Mal-ja, la mère de Bo-tong
- Yeo Hoonmin : Kim Dae-shik, le frère cadet de Bo-tong
- Ahn Byung-kyung : Na Jin-seok
- Lee Do-yup : Na Hwan-kyu
- Kim Seul-gie : professeur de lycée de Ma-te en dernière année (caméo, ep 1)
- Jo Hye-ryun : l'agent de police de sexe féminin (caméo, ep 1)
- Go Myung-hwan : directeur de l'organisation de MG Home Shopping (caméo, ep 5)

## Réception
| Numéro de l'épisode | Date de diffusion | Part d'audience moyenne | Part d'audience moyenne     | Part d'audience moyenne | Part d'audience moyenne     |
| Numéro de l'épisode | Date de diffusion | TNmS                    | TNmS                        | AGB Nielsen             | AGB Nielsen                 |
| Numéro de l'épisode | Date de diffusion | Tout le pays            | Région de la capitale Séoul | Tout le pays            | Région de la capitale Séoul |
| ------------------- | ----------------- | ----------------------- | --------------------------- | ----------------------- | --------------------------- |
| 1                   | 20 novembre 2013  | 4,3 %                   | 5,0 %                       | 6.3%                    | 7.2%                        |
| 2                   | 21 novembre 2013  | 4.8%                    | 5.5%                        | 6,1 %                   | 6,5 %                       |
| 3                   | 27 novembre 2013  | 4,5 %                   | 4,9 %                       | 5,4 %                   | 6,0 %                       |
| 4                   | 28 novembre 2013  | 3,7 %                   | 3,8 %                       | 4,3 %                   | 4,8 %                       |
| 5                   | 4 décembre 2013   | 2,9 %                   | 3,0 %                       | 5,2 %                   | 5,5 %                       |
| 6                   | 5 décembre 2013   | 3,2 %                   | 3,7 %                       | 3,8 %                   | 4,1 %                       |
| 7                   | 11 décembre 2013  | 2,8 %                   | 3,0 %                       | 2.9%                    | 2.7%                        |
| 8                   | 12 décembre 2013  | 2,8 %                   | 3,0 %                       | 3,1 %                   | 2,9 %                       |
| 9                   | 18 décembre 2013  | 3,0 %                   | 3,9 %                       | 3,5 %                   | 3,2 %                       |
| 10                  | 19 décembre 2013  | 2,8 %                   | 2.9%                        | 3,5 %                   | 3,1 %                       |
| 11                  | 25 décembre 2013  | 3,2 %                   | 3,6 %                       | 4,8 %                   | 4,4 %                       |
| 12                  | 26 décembre 2013  | 2,6 %                   | 3,2 %                       | 4,3 %                   | 3,9 %                       |
| 13                  | 1er janvier 2014  | 4,0 %                   | 4,5 %                       | 4,4 %                   | 4,6 %                       |
| 14                  | 2 janvier 2014    | 3,0 %                   | 3,8 %                       | 3,9 %                   | 4,0 %                       |
| 15                  | 8 janvier 2014    | 3,0 %                   | 3,6 %                       | 4,0 %                   | 3,8 %                       |
| 16                  | 9 janvier 2014    | 2.3%                    | 3,3 %                       | 3,8 %                   | 4,2 %                       |
| Moyenne             | Moyenne           | 3,2 %                   | 3,7 %                       | 4,3 %                   | 4,4 %                       |

## Bande-originale
1. Beautiful Man (예쁜남자) – Bebop
2. Lovely Girl – 5live
3. I Have a Person That I Love (사랑하는 사람 있어요) – Melody Day
4. Poor Sense of Direction (길치) – Lunafly
5. Fever (열병) – Hwanhee
6. Perfect – Dear Cloud
7. Going to You – Led Apple
8. Saying I Love You (사랑한단 말야) – Lee Jang-woo
9. Crayon (크레파스) – IU
10. I'm Nobody (하루만) – Jung Joon-young
11. Beautiful Day – Jang Geun-suk

## Diffusion
- KBS2 (2013-2014)
- now 101
- Channel U
- KNTV
- ABS-CBN

## Prix et nominations
| Année | Prix                                 | Catégorie                                     | Destinataire                          | Résultat   |
| ----- | ------------------------------------ | --------------------------------------------- | ------------------------------------- | ---------- |
| 2013  | KBS Drama Awards                     | Prix d'excellence, acteur dans une mini-série | Jang Geun-suk                         | Nomination |
| 2013  | KBS Drama Awards                     | Meilleure nouvelle actrice                    | IU                                    | Lauréat    |
| 2013  | KBS Drama Awards                     | Meilleur couple prix                          | Jang Geun-suk et IU                   | Nomination |
| 2014  | 9th Seoul International Drama Awards | Meilleur drama coréen                         | Pretty Man                            | Nomination |
| 2014  | 9th Seoul International Drama Awards | Meilleure actrice coréenne                    | IU                                    | En attente |
| 2014  | 9th Seoul International Drama Awards | Meilleure bande originale de drama coréen     | Fever (열병) - Hwanhee                | En attente |
| 2014  | 9th Seoul International Drama Awards | Meilleure bande originale de drama coréen     | I'm Nobody (하루만) - Jung Joon-young | En attente |